# 里佩圣吉内西奥
里佩圣吉内西奥（義大利語：Ripe San Ginesio），是意大利马尔凯大区马切拉塔省的一个市镇。总面积10.11平方公里，人口866人，人口密度85.7人/平方公里（2009年）。ISTAT代码为043045。